# آگوستین فوئنتس
آگوستین فوئنتس (انگلیسی: Agustín Fuentes؛  – ) دانشمند در زمینه انسان‌شناسی اهل ایالات متحده آمریکا بود.